# Mosteiro de Santa Maria de El Paular
O Real Mosteeiro de Santa Maria de El Paular (em castelhano: Real Monasterio de Santa María de El Paular) foi durante 450 anos um mosteiro da Ordem dos Cartuxos, desde a sua fundação em 1390 até 1840. Desde 1954 que é uma abadia da Ordem de São Bento. Situa-se no município de Rascafría, na vertente sul, virada para Madrid da Serra de Guadarrama, na Comunidade autónoma de Madrid, Espanha.

## Origem
As obras de construção do cenóbio cartuxo foram iniciadas em 1390, por ordem de Henrique II de Castela (m. 1379), e prologaram-se por vários séculos. Foi a primeira instituição da Ordem de São Bruno em Castela. A localização foi escolhida pelo monarca e, segundo a tradição, decidiu que fosse dado aos cartuxos devido a que, durante a guerra em França o seu exército tinha incendiado um mosteiro daquela ordem. Henrique fez questão de assinalar ao seu filho, que reinaria como João I de Castela (r. 1379–1390), o local exato da construção, junto a uma ermida conhecida com Santa Maria de El Paular. Esta ermida ainda existe atualmente, embora tenha mudado o nome para Capela de Nossa Senhora de Montserrate.

## Construção
O projeto incluía três edifícios: o msoteiro, uma igreja e um palácio para uso e desfruto dos reis. No início trabalharam na obra diferentes mestres e arquitetos, como Rodrigo Alfonso, que também participou nas obras da Catedral de Toledo, o mourisco Abderramão, a quem se deve o o refeitório gótico-mudéjar, e Juan Guas, responsável pelo átrio e pelo pórtico da igreja e pelo claustro dos monges, que conta com um templete octogonal muito característico, que tem uma fonte no seu interior. Um século mais tarde, no final do século XV, Juan Gil de Hontañón e o seu filho Rodrigo trabalharam no El Paular. O pórtico de acesso ao pátio da Ave Maria no palácio é da autoria de Rodrigo Gil de Hontañón.

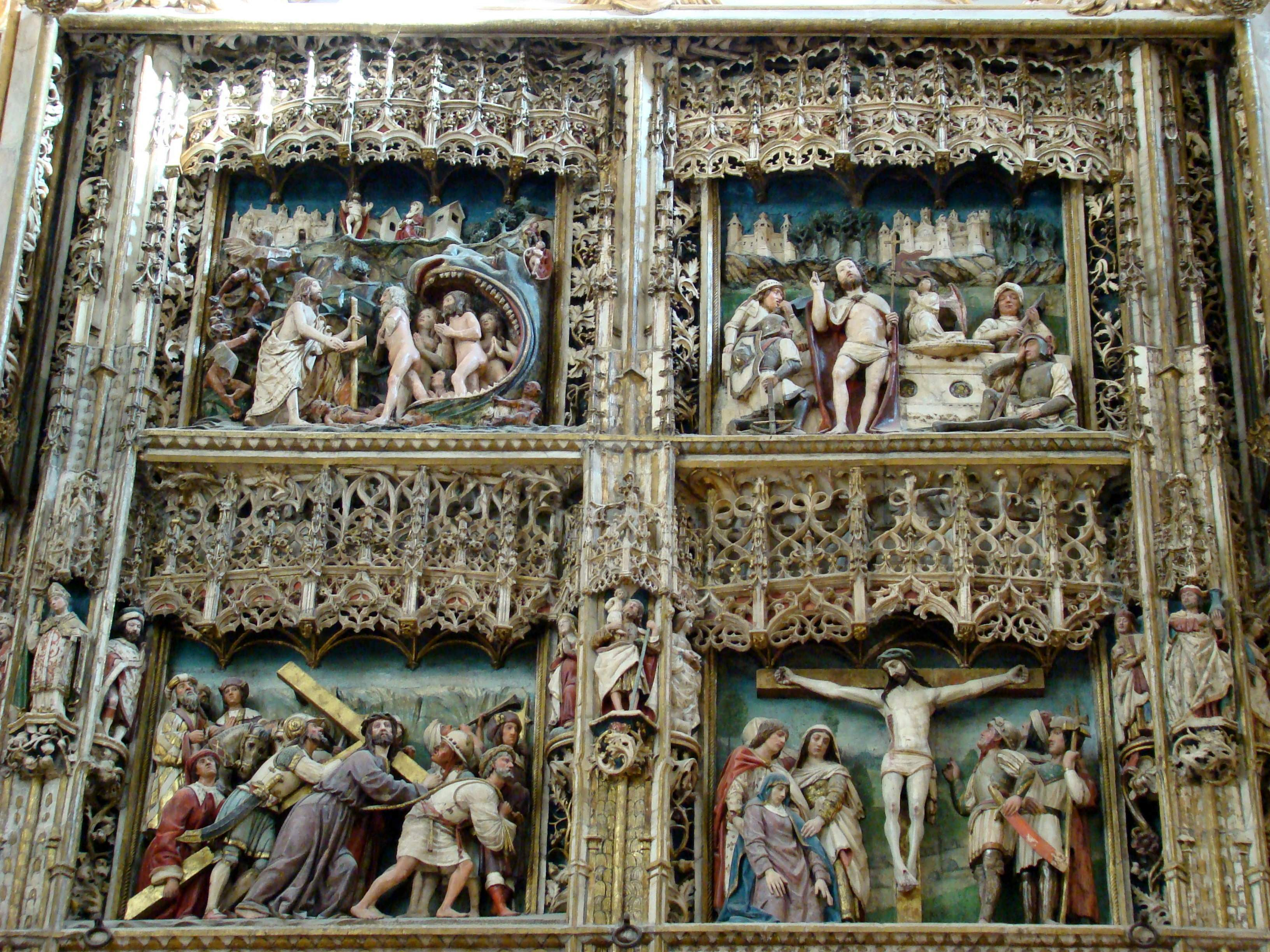
Detalhe do retábulo do século XV

A igreja ganhou a sua forma final durante o reinado de Isabel, a Católica (r. 1475–1504) e é a parte mais proeminente de todo o conjunto. A reja (grade) que separa os fiéis dos monges foi realizada pelo frade cartuxo Francisco de Salamanca e é uma obra prima no seu género. O cadeirado do coro foi reposto na sua localização original em 2003, depois de em 1883 ter sido transladado para a Basílica de São Francisco o Grande de Madrid. O cadeirado, de madeira de nogueira, foi talhado no século XVI pelo segoviano Bartolomé Fernández, autor do cadeirado da igreja do Mosteiro de Santa Maria de El Parral, em Segóvia.
A peça mais importante é o retábulo, realizado nos finais do século XV em alabastro policromado. Recria uma série de 17 cenas bíblicas com um detalhe extraordinário. Segundo parece, foi uma obra executada em Génova, mandada vir daquela cidade pelo doador João II de Castela, mas segundo outros autores teria sido talhado in situ por artistas da escola de Juan Guas durante a última década do século XV. Esta última tese poderia explicar a grande quantidade de restos do mesmo alabastro que foram usados no retábulo que existem no pátio de Matalobos para terraplanar algumas partes. Esses restos foram descobertos em obras recentes e alguns alguns deles encontram-se parcialmente talhados. O retábulo está perfeitamente conservado e recentemente foi objeto de uma cuidadosa limpeza que lhe devolveu todo o seu esplendor.
Para separar a nave da igreja das partes antes reservadas a monges e a conversos, foram instaladas duas grandes pinturas de Luis Feito (n. 1929) que segundo alguns destoam do ambiente.

## A “série cartuxana” de Vicente Carducho

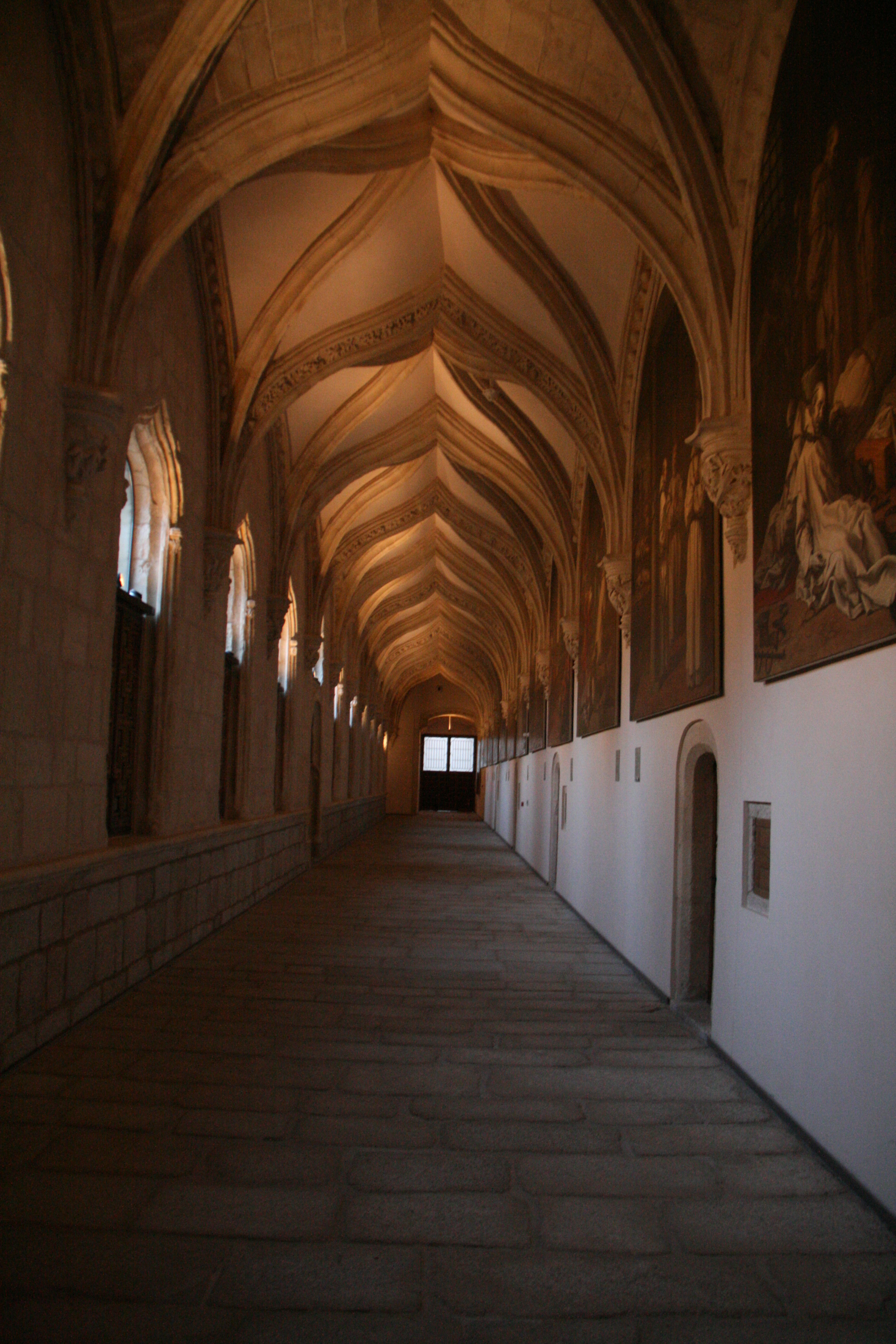
Interior do claustro com pinturas de Vicente Carducho

Contratado pelo prior Juan de Baeza, entre 1626 e 1632, Vicente Carducho, contemporâneo de Velázquez e, como ele, pintor régio, pintou as 54 aberturas do claustro do Paular com outros tantos grandes quadros sobre a vida do fundador da Ordem Cartuxa, São Bruno de Colónia e a história da ordem. Depois da desamortização em 1835, os quadros foram removidos e repartidos entre diversos museus e instituições, mas surpreendentemente todos se mantiveram em Espanha. Os dois que desapareceram foram queimados durante a guerra civil pelos republicanos em Tortosa, Catalunha, em cujo museu municipal estavam depositados.
As 52 telas de Carducho acabaram por voltar todas ao mosteiro no verão de 2006. Do Museu do Prado vieram 17 e do Museu Provincial da Corunha vieram 14; as restantes vieram de outros museus. Os quadros encontravam-se em mau estado de conservação, pelo que foram restaurados ao longo de seis anos e, após a climatização do claustro, voltaram ao seu lugar original  no verão de 2011.

## Capela do Sacrário

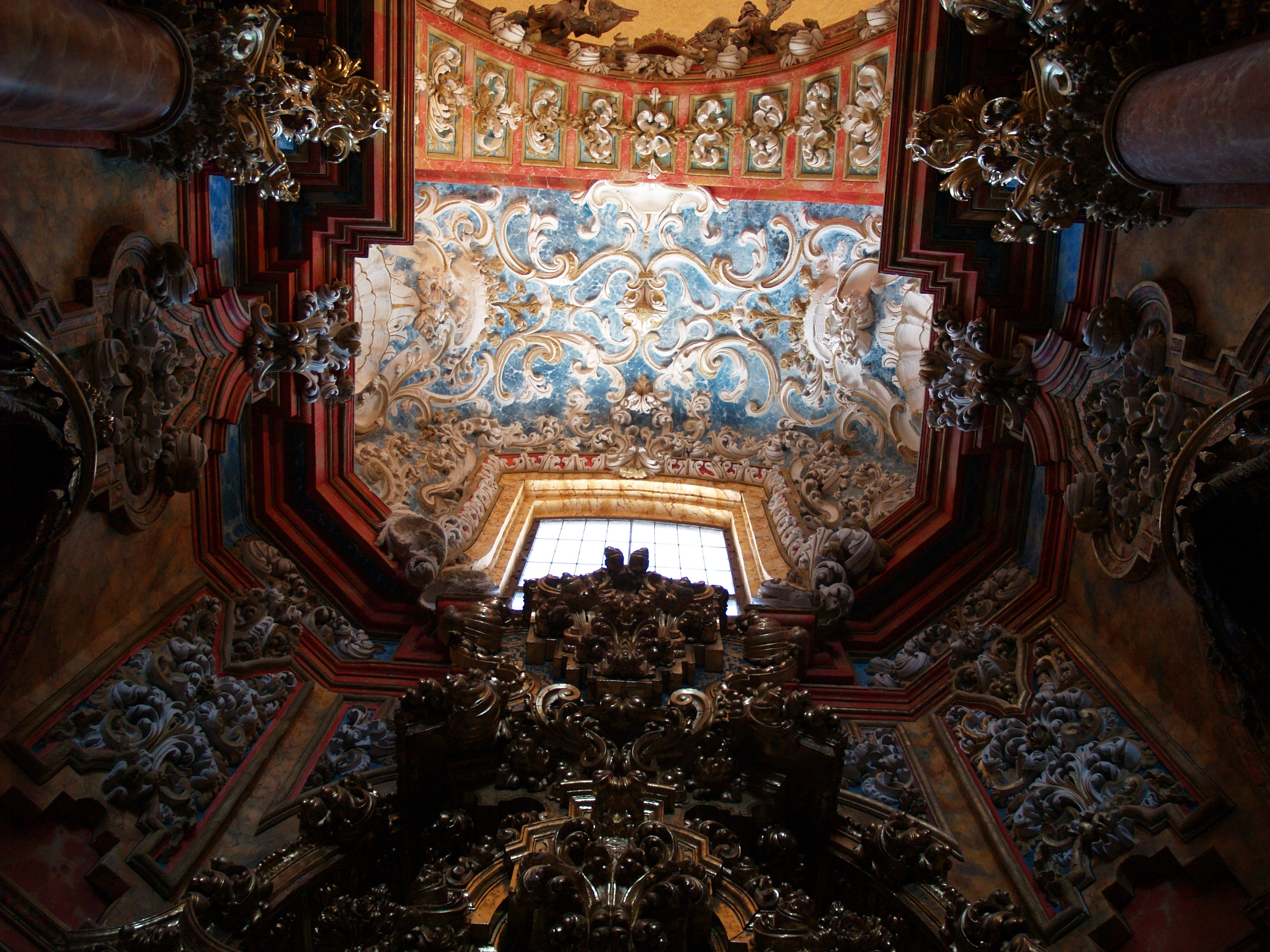

As capelas e o tabernáculo formam um conjunto cuja construção foi iniciada em 1718, quando foir reformada a antiga capela de forma hexagonal que existia para a exposição e adoração do Santíssimo Sacramento. O autor do projeto de conjunto foi o cordovês Francisco Hurtado Izquierdo, que em 1702 tinha desenhado o sacrário da Cartuxa de Granada, uma das obras barrocas mais notórias de Espanha. O tabernáculo ou transparente é uma estrutura hexagonal que alberga um sacrário monumental, construído em 1724 com mármores coloridos extraídos em pedreiras de Cabra, Priego de Córdova, Granada e da serra de Córdova. Nele era colocada uma grande custódia barroca de 24 arrobas de prata, da autoria do cordovês Pedradas e que ocupava o centro do tabernáculo, provavelmente desaparecida durante a "Francesada" (Guerra Peninsular). No outro lado há uma capela octogonal com quatro capelas mais pequenas e três altares. Nelas se esculturas representando diversos santos: Santa Catarina, Santa Águeda, São João, Santa Lúcia, Santa Inês (entre as de São Joaquim e de Santa Ana), bem como as de santos cartuxos: São Bruno de Colónia, São Nicolau Albergati, São Hugo de Lincoln e Santo Antelmo. A maioria destas esculturas devem-se a Pedro Duque y Cornejo (1677–1757), também autor do célebre coro da Catedral de Córdova, encomendado a 20 de maio de 1725. O resto são de Pedro de Alonso de los Ríos, de Valladolid. No que concerne a pintura, da qual há atualmente poucos restos, foi executada em 1723 pelo bujalancenho Antonio Palomino no final da sua carreira.

## Sala Capitular

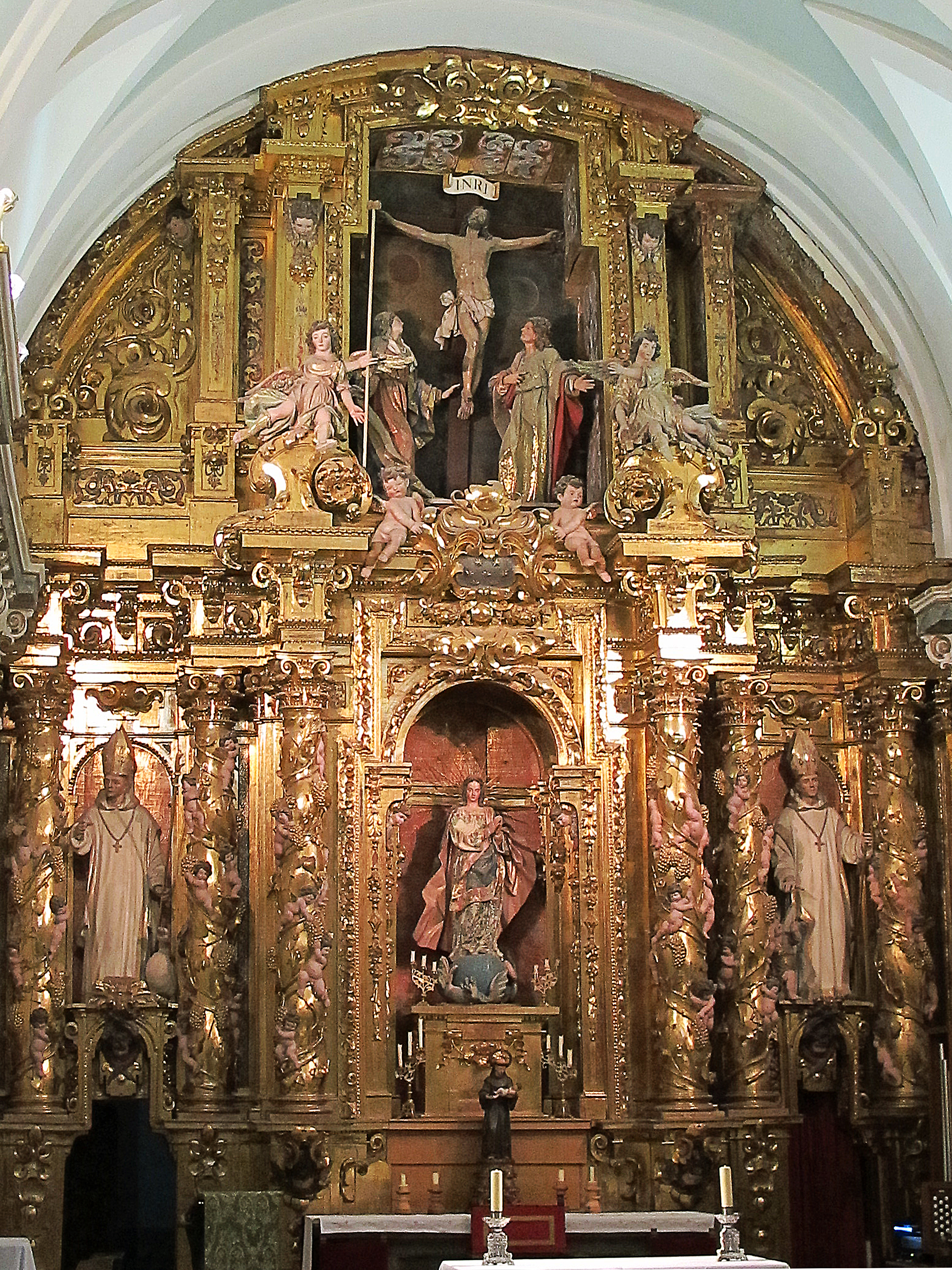
Retábulo na Sala Capitular

É retangular, coberta com três tramos de abóbada de ogivas. Durante a restauração do século XVIII foi colocado um soalho falso decorado com grandes anjos e frutos  policromados, além de um escudo de Castela na parede ocidental.
Tem um retábulo de estilo barroco, da autoria de Churriguera com seis colunas salomónicas no corpo central, adornado com anjos e vegetação profusa. O retábulo era encimado por uma bela estátua de São Bruno (que atualmente está na igreja vizinha de Rascafría), que está acompanhado por São Hugo e São Telmo, que continuam nos seus nichos respetivos.  Atualmente na capela central do retábulo há uma imagem da Imaculada que antigamente estava na parte superior do arco de separação entre os coros dos irmãos e dos monges na igreja maior do mosteiro. Na parte central superior destaca-se uma representação da Crucificação de grande dramatismo.

## Atividade económica

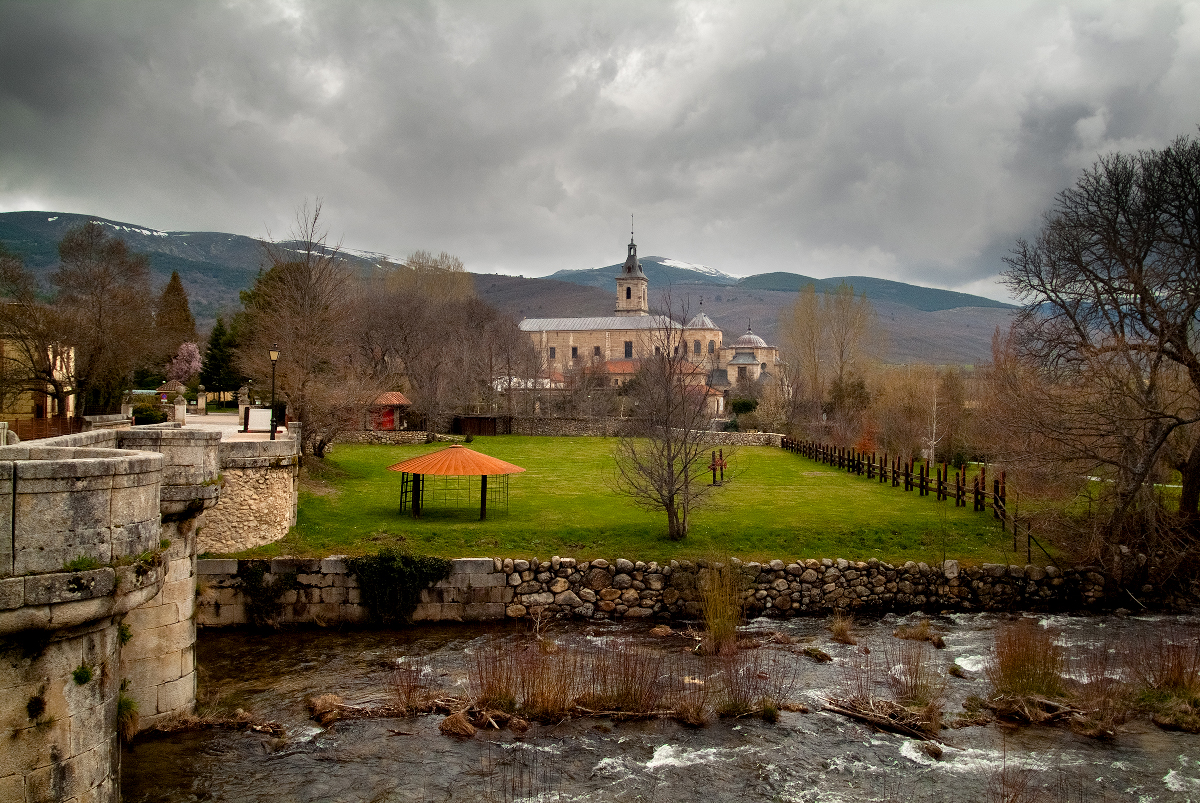
Vista do mosteiro, com o rio Lozoya e a Ponte do Perdão em primeiro plano

Junto à igreja e ao edifício do mosteiro, os monges cartuxos tinham uma extensa parcela de terra que cultivavam esmeradamente e várias oficinas artesanais. Durantes séculos, os monges de El Paular exploraram a pesca no rio Lozoya, os bosques em redor, rebanhos de ovelhas e duas oficinas com máquinas hidraúlicas, uma para serração de madeira e outra para fabrico de papel. Do século XV até ao século XIX quase todo o  vale do Lozoya dependeu em grande parte da atividade agrícola, industrial e comercial do mosteiro. Este dispunha de outros núcleos de atividade económica, em Getafe e em Talamanca de Jarama, onde dispunha de um importante complexo agrário que desde há várias décadas até à atualidade é usado para a rodagem de filmes.
No século XVII trabalhavam na fábrica de papel 40 operários. Ali foram produzidas as folhas de papel usadas na primeira edição do Dom Quixote, impressa em 1604 na tipografia de Cuesta. No local onde se situava a fábrica existiu até 1950 um albergue da  Secção Feminina da Falange Espanhola, do qual apenas restam ruínas. Junto a uma alameda que termina na ponte do Perdón são os restos dos tanques e canais que abasteciam de água os moinhos da fábrica.